# 換日線 Crossing
換日線（英文：Crossing），台灣《天下雜誌》的子網站，駐有特約專欄作家，亦會結集為紙本季刊雜誌，2015年6月1日起營運至今，總編輯為張翔一。300名特約專欄作家均為青年，來自110個城市，專欄題材為全球政治經濟、跨文化見聞，網站得名於國際換日線。

## 概述
《換日線 Crossing》，為天下雜誌內部創業經典案例，2015年由時任天下雜誌資深撰述張翔一所發起。最初以「獨立評論@天下」名家專欄模式，號召在世界各地的台灣青年以第一手的在地觀察分享各國教育、職場、社會等觀點。

## 運營模式
該網站集結了來自全球各地超過 110 個城市的 200 名新世代網路作家，分享當地見聞與觀點，開站一年後，於網友聯署下正式印行紙本期刊。目前已經成為固定發行之季刊，可於各大通路中購買。

## 駐站作家
- 侯智元
- 楊宗翰
- 黃一展（Jack I.C. Huang）
- 王敏而
- 楊永苓
- 陳怡潔
- 韋晢
- 讀者太太（Mrs Reader）
- 王善（阿善，YouTuber）
- 黃經偉
- 陳慶德
- Alan Mclvor（英籍獵頭）[6]
- 外商媽媽 Mrs. MAMAA

……等多位專欄作者

## 中國大陸封鎖
依據GreatFire測試，該網站在中國大陸被當局的網墻封鎖，即當地網民無法正常訪問該網站，2018年5月或更早起被封鎖至今。

## 外部連結
- 官方网站